# José Brito
José Brito (Dakar, 19 de març de 1944) és un diplomàtic i polític capverdià, ministre d'afers exteriors i ambaixador del seu país.

## Biografia
Brito va néixer a Dakar, Senegal (aleshores una colònia francesa) fill de pares capverdians senegalesos. Posteriorment es va traslladar a Cap Verd. Té una llicenciatura en ciències de les matemàtiques i en física i química a Costa d'Ivori i un alt estudis de diploma en enginyeria química a l'Institut Francès del Petroli a França.
De 1992 a 1996 va treballar com a vicepresident de relacions governamentals d'Ocean Energy, una petroliera de Texas, Estats Units. De 2001 a 2006 fou ambaixador de Cap Verd als Estats Units, Canadà i Mèxic, abans d'assumir el càrrec de ministre d'Economia, Creixement i Competitivitat de 2006 a 2008. Després fou ministre d'Afers Exteriors de Cap Verd de 2008 a 2011.